# Hermann Baumann (lutte)
Hermann Baumann (né le 23 janvier 1921 et mort le 19 février 1999) est un lutteur suisse spécialiste de la lutte libre. Il participe aux Jeux olympiques d'été de 1948 et combat dans la catégorie des poids légers en lutte libre. Il y remporte la médaille de bronze.

## Palmarès en lutte

### Jeux olympiques
- Jeux olympiques de 1948 à Londres,  Royaume-Uni
  -  Médaille de bronze en -67 kg.